# وادي فيحان
وادي فيحان من أودية سراة بلاد بلقرن يسيل من هضاب عفراء حتى يصب في وادي سقام أحد روافد وادي تبالة.